# 川崎市立宮前小学校
川崎市立宮前小学校（かわさきしりつみやまえしょうがっこう）は、神奈川県川崎市川崎区にある公立小学校。

## 沿革
出典
- 1921年（大正10年）2月 - 橘樹郡尋常川崎宮前小学校開校。
- 1923年（大正12年）
  - 4月1日 - 橘樹郡川崎宮前尋常小学校と改称。
  - 9月1日 - 12時頃に発生した関東大震災により、校舎が損壊する被害が出た。
  - 時期不明 - 関東大震災で損壊した校舎を建て直す。
- 1924年（大正13年）
  - 4月1日 - 高等小学校を併置し、橘樹郡川崎宮前尋常高等小学校と改称。木造2階建て校舎が完成。
  - 7月1日 - 橘樹郡2町1村が合併した川崎市発足により、川崎市宮前尋常高等小学校と改称。
- 1929年（昭和4年） - 川崎高等小学校分離新設により、川崎市宮前尋常小学校と改称。
- 1934年（昭和9年） - 二宮金次郎像ができる。
- 1936年（昭和11年） - 一つの教室を午前と午後に分ける二部授業を実施。
- 1937年（昭和12年） - 川崎市初の鉄筋コンクリート校舎ができる。
- 1941年（昭和16年） - 国民学校令により、川崎宮前国民学校と改称。
- 1944年（昭和19年） - 戦局の悪化により、大山への学童疎開が始まる。
- 1945年（昭和20年）
  - 4月15日 - 川崎大空襲により、10教室が焼ける被害が出た。
  - 時期不明 - 疎開が終わる。空襲により、学区内が焼け野原となる。
- 1946年（昭和21年） - 戦災で全焼した富士見国民学校と堀之内国民学校を統合する。
- 1947年（昭和22年） - 学制改革により、川崎市立宮前小学校と改称。パン給食開始。富士見中学校が開校。
- 1948年（昭和23年） - PTA設立。
- 1951年（昭和26年） - 創立30周年のお祝いを開催。宮前子ども新聞第1号ができる。
- 1952年（昭和27年） - 火事で木造校舎が燃える。
- 1953年（昭和28年） - 校舎が増設される。
- 1957年（昭和32年） - さらなる校舎増設により、二部授業解消。
- 1958年（昭和33年） - プール完成。
- 1959年（昭和34年） - 現在の校歌ができる。
- 1961年（昭和36年） - 講堂完成。PTAだよりがはじまる。
- 1962年（昭和37年） - 理科室と理科準備室ができる。
- 1965年（昭和40年） - 子ども広場と雑木山ができる。
- 1966年（昭和41年） - PTAより校旗が贈られる。
- 1968年（昭和43年） - 正面玄関に校章が取り付けられる。
- 1971年（昭和46年） - 創立50周年のお祝いを開催。運動場がアンツーカーになる。
- 1976年（昭和51年） - 新校舎の落成記念のお祝いを開催。
- 1977年（昭和52年） - 自然園みやまえができる。
- 1979年（昭和54年） - 宮前なかよし園ができる。
- 1981年（昭和56年） - 創立60周年のお祝いを開催。
- 1982年（昭和57年） - 運動場が改修される。
- 1985年（昭和60年） - 体育館完成。
- 1990年（平成2年） - 現在のプールができる。創立70周年記念と現校舎落成記念の両祝賀会開催。
- 1994年（平成6年） - 現在の教育目標ができる。
- 2000年（平成12年） - 創立80周年のお祝いを開催する。
- 2001年（平成13年） - 校舎内のカーペットがピータイルになる。
- 2003年（平成15年） - バラのアーチができる。わくわくプラザがはじまる。
- 2005年（平成17年） - 中国大連宇峰小学校と姉妹校になる。
- 2006年（平成18年） - 4色対抗運動会が始まる。
- 2007年（平成19年） - この年度から2学期制を導入。
- 2010年（平成22年） - 全教室に50インチのテレビ設置。創立90周年のお祝いを開催。
- 2011年（平成23年） - わくわくプラザの建物が完成。
- 2013年（平成25年） - 特別教室棟増築工事着工。
- 2014年（平成26年） - 新特別教室（理科・家庭科・図工）完成。
- 2015年（平成27年） - 地域用備蓄倉庫の着工及び完成。
- 2016年（平成28年） - エレベーター設置及び校舎トイレ改修工事。
- 2017年（平成29年） - 多目的ホール天井改修工事。
- 2019年（令和元年） - 体育館改修工事。
- 2020年（令和2年）
  - 4月 - 新型コロナウイルスに伴う緊急事態宣言発出により、5月まで学校休校。
  - 6月 - 学校再開。
- 2021年（令和3年）7月3日 - 創立100周年記念式典を『カルッツかわさき』（川崎市スポーツ・文化総合センター）で挙行。なお、当初は2020年10月に行う予定だったが、新型コロナウィルス感染拡大の影響で、翌年7月に延期された[2]。
- 2023年 （令和5年）6月　- 新型コロナウイルス感染拡大の影響で中止されていた「水泳授業」が再開。

## 校区
出典
- 砂子（1丁目・2丁目）、駅前本町、榎町、貝塚（1丁目・2丁目）、境町、新川通、東田町、富士見（1丁目・2丁目）、堀之内町、本町（1丁目・2丁目）、宮前町、宮本町

## 進学先中学校
出典
- 川崎市立富士見中学校

## 交通アクセス
- 川崎市営バス「川04」・「川05」・「川07」・「川10」・「川13」・「川15」及び臨港バス「川02」・「川03」・「川12」の各系統で、宮前バス停下車後、
  - 国道側の校門まで、
    - 川崎駅発のバス停から、徒歩約240m・約4分（川崎区役所前交差点経由）、または徒歩約260m・約4分（教育文化会館交差点経由）。
    - 川崎駅行のバス停から、すぐ目の前。

  - 川崎市道側の校門まで、
    - 川崎駅発のバス停から、約370m・約6分（教育文化会館交差点経由）、または徒歩約400m・約6分（川崎区役所前交差点・川崎南労働基準監督署経由）。
    - 川崎駅行のバス停から、徒歩約255m・約4分（教育文化会館交差点経由）。
- 川崎市営バス「ワンコインバス（川崎病院線）」で、終点川崎病院前バス停から、徒歩約300m・約5分。

## 周辺
ほぼ川崎市中心部に位置する。
- 国道132号線
- 川崎グランドボウル
- 川崎年金事務所
- 川崎法務合同庁舎
- 川崎合同庁舎
  - 横浜地方裁判所川崎支部
- 川崎市スポーツ・文化総合センター（カルッツかわさき）
- 川崎南税務署
- 川崎市立富士見中学校
- 川崎市教育文化会館
- 川崎中央郵便局
- 妙遠寺
- 川崎市立川崎病院
- 川崎南労働基準監督署
- 川崎聖パウロ教会
- 市営富士見球場
- 富士通スタジアム川崎
- 川崎競馬場
- 富士見公園
- 国道15号線（第一京浜）
- 神奈川県道9号川崎府中線
- 川崎区役所
- 川崎市役所 - 県道9号線沿い
- 稲毛神社